# Déli óriáshojsza
A déli óriáshojsza, más néven óriás viharmadár (Macronectes giganteus) a madarak (Aves) osztályának a viharmadár-alakúak (Procellariiformes) rendjébe, ezen belül a viharmadárfélék (Procellariidae) családjába tartozó faj.

## Előfordulása
Az Antarktisz partjainál és a környező szigeteken fészkelnek. A nyílt vízen és a szárazföldön is előfordulnak.

## Megjelenése
A fajra a 95 centiméteres testhossz a jellemző; szárnyfesztávolsága elérheti a 200 centimétert is. Tollruhája szürkésbarnán pettyezett.
|  |

## Életmódja
Kisebb madarakkal, pingvinfiókákkal és dögökkel táplálkozik. A szárazföldön jobban mozog, mint a többi viharmadár.

## Szaporodása
A földön összekotort növények és kavicsok jelentik a fészket.
|  |  |  |